# Juan de Marcos González
Juan de Marcos González (nascido Juan de Marcos González-Cárdenas; 29 de janeiro de 1954) é um líder de banda, músico e ator cubano, mais conhecido por seu trabalho com o Buena Vista Social Club e no filme de animação de Vivo.
Ele fala russo, inglês e espanhol e tem algum conhecimento de lucumi e abacua.